# Lúčky (Michalovce)
Lúčky es un municipio del distrito de Michalovce en la región de Košice, Eslovaquia, con una población estimada a final del año 2024 de 587 habitantes.
Se encuentra ubicado al noreste de la región, en la cuenca hidrográfica del río Bodrog (afluente derecho del Tisza) y cerca de la frontera con la región de Prešov, Ucrania y Hungría.

## Demografía
| Año        | 1994 | 2004    | 2014     | 2024    |
| ---------- | ---- | ------- | -------- | ------- |
| Población  | 486  | 522     | 582      | 587     |
| Diferencia |      | +7,40 % | +11,49 % | +0,85 % |

| Año        | 2023 | 2024    |
| ---------- | ---- | ------- |
| Población  | 589  | 587     |
| Diferencia |      | −0,33 % |